# غاري ماورو
غاري ماورو (بالإنجليزية: Garry Mauro)‏ هو محامي أمريكي، ولد في 21 فبراير 1948 في بريان في الولايات المتحدة.